# Bitwa pod Kiesią (1919)
Bitwa pod Kiesią – bitwa stoczona w pobliżu Kiesi w dniach 5 czerwca – 1 lipca 1919 r., pomiędzy niemiecką Żelazną Dywizją i Bałtycką Landeswehrą a armią niepodległej Estonii, w tym sformowanymi w jej ramach jednostkami łotewskimi popierającymi rząd Kārlisa Ulmanisa. Zakończyła się zwycięstwem sił estońsko-łotewskich. Dla Łotwy i Estonii oznaczała skuteczną obronę aspiracji niepodległościowych przed Niemcami. W Estonii rocznica bitwy obchodzona jest 23 czerwca jako Dzień Zwycięstwa, dzień pamięci wszystkich Estończyków, którzy walczyli o zdobycie i zachowanie niepodległości kraju.

## Tło wydarzeń
Łotwa ogłosiła niepodległość 18 listopada 1918 r., ale nie była w stanie samodzielnie jej bronić. Praktycznie w tym samym czasie, w obliczu wycofywania się wojsk niemieckich z ziem łotewskich, ofensywę w kierunku zachodnim rozpoczęła Armia Czerwona, stopniowo ustanawiając rządy bolszewików na zajmowanych terytoriach. Wówczas łotewski Rząd Tymczasowy Kārlisa Ulmanisa zawarł z adwokatem Augustem Winnigiem, pełniącym funkcję komisarza ds. krajów bałtyckich, umowę dotyczącą sformowania formacji obrony terytorialnej – Bałtyckiej Landeswehry. W końcu 1918 r. i na początku 1919 r. łotewski Rząd Tymczasowy Kārlisa Ulmanisa stracił większość ziem łotewskich, łącznie z Rygą, na rzecz bolszewików, 17 grudnia proklamowana została Łotewska Socjalistyczna Republika Radziecka. 
W ostatnich dniach stycznia 1919 r. rząd Ulmanisa kontrolował jedynie Lipawę, Grobiņę i Aizpute wraz z powiatami. W tej sytuacji w lutym 1919 r. Niemcy zdecydowały o podporządkowaniu Bałtyckiej Landeswehry oraz utworzonej z bałtyckich Niemców Żelaznej Dywizji niemieckiemu VI Rezerwowemu Korpusowi Armijnemu pod dowództwem gen. Rüdigera von der Goltza i przekazaniu dowództwa poszczególnych oddziałów wyłącznie oficerom niemieckim. Łotewski rząd tymczasowy stracił faktycznie kontrolę nad tymi siłami, także nieliczni łotewscy ochotnicy zostali podporządkowani dowództwu Bałtyckiej Landeswehry, a gen. von der Goltz został mianowany gubernatorem Lipawy. W marcu 1919 r. siły niemieckie przeprowadziły udaną kontrofensywę w Kurlandii, zmuszając bolszewików do wycofania się na wschód.
16 kwietnia 1919 r. proaliancki rząd Ulmanisa, który współpracę z Niemcami prowadził jedynie z konieczności, został obalony przez Niemców. Niemcy utworzyli marionetkowy rząd łotewski na czele z Andrievsem Niedrą. Łotewska brygada pod dowództwem Jānisa Balodisa pozostała bierna wobec tych wydarzeń, chociaż sam Balodis odmówił poparcia rządu Niedry. Rząd Ulmanisa kontynuował działalność, gdyż premierowi udało się schronić w budynku przedstawicielstwa brytyjskiego, a następnie na okręcie „Saratow” pod ochroną okrętów brytyjskich w porcie w Lipawie.
23 maja jednostki Bałtyckiej Landeswehry i Żelaznej Dywizji odbiły Rygę z rąk bolszewików. W walkach o Rygę brała udział również Brygada Łotewska Balodisa, której stosunki z niemieckim dowództwem znacznie pogorszyły się po bitwie. Widząc samowolne represje niemieckie wobec Łotyszy w Rydze Balodis coraz bardziej skłaniał się ku czynnemu wsparciu rządu Ulmanisa. Po opanowaniu Rygi VI Korpus Rezerwowy kontynuował swój marsz na północ, obsadzając stopniowo opuszczane przez Armię Czerwoną terytoria w Inflantach. W tym samym czasie estońska 3 Dywizja Piechoty, która wyparła jednostki bolszewickie z południowej Estonii, posuwała się od północy w kierunku Rygi. Razem z nią przemieszczała się 2 Brygada Łotewska, jednostka utworzona na mocy umowy zawartej między obydwoma krajami, złożona z Łotyszy i wchodząca w skład armii estońskiej, dowodzona przez płk. Jorģisa Zemitānsa. Estonia nadal uznawała rząd Ulmanisa. Żadna ze stron nie zamierzała się wycofać.

## Przebieg bitwy

### Konfrontacja pod Kiesią (1–6 czerwca)
1 czerwca do Kiesi podeszły zarówno jednostki Bałtyckiej Landeswehry, jak i 2 Brygada Łotewska. Brygada weszła do miasta jako pierwsza i zamierzała następnie maszerować dalej na wschód, jednak dowiedziała się o pojawieniu się oddziałów niemieckich oraz niemieckiego pociągu pancernego. Jednostki łotewskie i estońskie przegrupowały się wokół miasta. Niemiecki pociąg pancerny wjechał na stację kolejową w Kiesi, na co Estończycy odpowiedzieli, kierując na nią swój pociąg pancerny. Oddziały 3 Dywizji Piechoty obsadziły linię Limbaži–Straupe-Kieś-Rauna. 2 czerwca do Kiesi wkroczył oddział szturmowy Landeswehry, oznajmiając, że zamierza rozmieścić w mieście swój sztab. Brygada Łotewska zmusiła ich jednak do wycofania się.
4 czerwca dowódca 3 Dywizji Piechoty płk Nikolai Reek oraz płk Jorģis Zemitāns zażądali od Landeswehry wycofania się w ciągu 12 godzin na odległość 20 km za linię ujście Gauji–Sigulda–Nitaure–Vecpiebalga–Jaungalbene. Estończycy zasugerowali również Niemcom marsz w kierunku Dyneburga, gdzie mogliby walczyć z bolszewikami. Negocjacje nie przyniosły efektu. 5 czerwca Estończycy podjęli próbę zajęcia stacji kolejowej Ramock. Estoński pociąg pancerny został jednak powstrzymany i musiał odjechać do Kiesi. 6 czerwca rano zgrupowanie Landeswehry, liczące 2500 żołnierzy, przeszło do kontrnatarcia i przełamało estońsko-łotewską obronę. Niemcy zajęli Kieś i podeszli pod Straupe. 7 czerwca von der Goltz zażądał od głównodowodzącego armii estońskiej gen. Johana Laidonera, by oddziały estońskie opuściły Łotwę i by rząd Estonii przestał ingerować w sprawy łotewskie. Wezwał Estończyków do odejścia na linię Aina–Limbaži–Valka–Laura. Ultimatum pozostało bez odpowiedzi; Estończycy podjęli próbę kontrataku, która została odparta.

### Aliancka próba mediacji
Rząd Estonii zwrócił się do Ententy o mediację i interwencję. Minister spraw zagranicznych Estonii Jaan Poska poprosił francuskiego marszałka Ferdinanda Focha o zmuszenie Niemców do wycofania się na pozycje sprzed pierwszej konfrontacji niemiecko-estońskiej.
Alianci zażądali od Niemców wyjaśnień, obawiając się, że konflikt niemiecko-estoński zaszkodzi walce z bolszewikami. 9 czerwca do Kiesi przybyła aliancka misja rozjemcza, która dzień później wymusiła niemiecko-estońskie zawieszenie broni. Zażądała też, by Bałtycką Landeswehrę uznano za wojsko łotewskie, a także, by Estończycy pozostawili jej północną Łotwę i sami skupili się na walce z Armią Czerwoną. Takie rozwiązanie oprotestował rząd Ulmanisa. 13 czerwca Ententa uznała, że zajęcie całej Łotwy przez Niemców było realne i zmieniła początkową decyzję. Misja rozjemcza wezwała gen. von der Goltza do odejścia na południe od Kiesi i Siguldy, a następnie ewakuację wojsk niemieckich z Łotwy i uznanie rządu Ulmanisa. Goltz odmówił wykonania tych żądań, sugerując, że jego oddziały mogłyby przejść na służbę łotewską, ale pod rozkazy proniemieckiego rządu Niedry. Wydał również Żelaznej Dywizji rozkaz przejścia przez Gauję w celu wsparcia Landeswehry. 18 czerwca bezpośrednio nakazał Żelaznej Dywizji atak na Kieś. Wojska łotewsko-estońskie zaproponowały tego dnia rozejm, by móc skupić się na walce z bolszewikami – w tym samym czasie bowiem trwała ofensywa białej Armii Północno-Zachodniej na Piotrogród, wspierana przez wojska estońskie na odcinku pskowskim. To, że część sił estońskich musiała być zaangażowana pod Kiesią, zagrażało całej operacji. Niemcy odrzucili propozycję zawieszenia broni. Bitwa pod Kiesią zaczęła się następnego dnia.

### Natarcie niemieckie (19–22 czerwca)
Plan opracowany przez mjr Westernhagena przewidywał natarcie Żelaznej Dywizji na Limbaži i Valmierę z kierunku Inčukalns-Sigulda. Uderzenie, oskrzydlające od zachodu 3 Dywizję Piechoty, miało równocześnie zabezpieczać lewe skrzydło Landeswehry, której z kolei wyznaczono zadanie wiązania od południa jednostek 3 Dywizji, w tym Brygady Łotewskiej, na południe od Valmiery. W razie powodzenia ataku oddziały niemieckie zamierzały ścigać dalej Estończyków aż do Valki. Atak niemiecki zaczął się o 8 rano. Główne natarcie prowadziło prawe skrzydło Żelaznej Dywizji, które pod Straupe starło się z 6 pułkiem estońskim i nie zdołało przełamać jego obrony. Niemcy błędnie sądzili, że główne siły estońskie znajdują się właśnie w Straupe, podczas gdy znajdowały się one w Limbaži i tam skutecznie powstrzymały uderzenie sił niemieckich pod dowództwem mjr Blankenberga. Blankenberg zginął, a po jego śmierci oddziały niemieckie w pośpiechu odeszły na południe.
Landeswehra, błędnie zakładając, że Żelazna Dywizja zdołała już oskrzydlić siły łotewsko-estońskie pod Valmierą, ruszyła do natarcia pod Kiesią. 20 czerwca opanowała Raunę, a stamtąd, idąc na północ wzdłuż torów kolejowych, zbliżyła się do Valmiery bronionej przez 2 Pułk Łotewski. Łotewscy żołnierze odparli dwa ataki niemieckie, jednak zaatakowani na skrzydłach musieli ostatecznie się wycofać. 21 czerwca kolumna Landeswehry, wsparta ogniem artyleryjskim, przeszła na wschód od Kiesi przez Raunę i przerwała front 2 Pułku Łotewskiego na wschód od linii kolejowej prowadzącej do Valmiery. Oddziały Landeswehry zbliżyły się do miasta na odległość 9 km, zaś oddziały niemieckiej kawalerii ominęły miasto i ruszyły dalej, w kierunku granicy estońskiej. Była to próba zmuszenia estońskiej 3 Dywizji do całkowitego opuszczenia ziem łotewskich w obliczu groźby okrążenia. Jedynie na wschód od Kiesi oddziały estońskiego 3 Pułku Piechoty broniły się dalej.
21 czerwca siły estońsko-łotewskie podjęły natarcie na skrzydła atakujących jednostek niemieckich. Linie komunikacyjne opanowane przez Landeswehrę zostały zaatakowane krzyżowym ogniem dzięki ściągnięciu rezerw na ten odcinek frontu. Cztery estońskie pociągi pancerne uderzyły na Niemców od czoła, z kierunku Valmiery. Wobec powstrzymania Żelaznej Dywizji pod Limbaži i na zachód od Kiesi Estończycy mogli 22 czerwca podjąć próbę manewru oskrzydlającego.

### Kontrnatarcie estońsko-łotewskie (22 czerwca – 1 lipca)
Estończycy przeszli do kontrnatarcia 22 czerwca. 6 i 9 pułki estońskie, wspierane przez ogień estońskiej floty z Zatoki Ryskiej podjęły natarcie na Inčukalns, dążąc do odcięcia Żelaznej Dywizji drogi odwrotu wzdłuż linii kolejowej oraz drogą z Kiesi do Rygi. Równocześnie 1 Pułk i części 3 Pułku, wzmocnione pociągami pancernymi, natarły na Niemców pod Valmierą, stwarzając zagrożenie odcięcia ich od zaplecza. Oddziały estońskie broniące się wcześniej na linii Rauny, przeszły do natarcia w kierunku Kiesi wieczorem 22 czerwca. Landeswehra podjęła odwrót w kierunku Rygi. Żelazna Dywizja również się wycofała, a odwrót obydwu sił niemieckich zamienił się w ucieczkę. Landeswehra i Żelazna Dywizja nie współpracowały ze sobą podczas odwrotu, a próby zorganizowania obrony na wschód od Rygi także się nie powiodły. Dopiero nad jeziorem Kišezers dowództwo niemieckie opanowało sytuację.
O klęsce Niemiec zdecydowała skuteczna obrona jednostek estońskich w Limbaži i fakt, że Żelazna Dywizja została zmuszona do odwrotu na tym kierunku. Wpływ na wynik bitwy miał również fakt, że najlepsza z jednostek Landeswehry, oddział szturmowy, nie wzięła w ogóle udziału w bitwie, gdyż pozostawiono ją w Rydze na wypadek buntu łotewskiej dywizji Balodisa. Estońskie jednostki, ścigając Niemców, do 27 czerwca dotarły pod Rygę. Zawieszenie broni między Niemcami a siłami łotewsko-estońskimi, wynegocjowane przy pośrednictwie alianckiej misji rozjemczej, zawarto 3 lipca.

## Skutki bitwy
Bitwa pod Kiesią przesądziła o klęsce całej niemieckiej kampanii. Oznaczała definitywne odejście wojsk niemieckich z Liwonii, miała ogromne znaczenie dla państwa łotewskiego w jego dążeniach do uniezależnienia się od niemieckiego wsparcia militarnego. Walnie przyczyniła się też do obrony niepodległości państwa estońskiego przed Niemcami, dążącymi do zachowania dominacji nad Łotyszami i Estończykami.